# Rafael de Torres-Pardo Garrido
Rafael de Torres-Pardo Garrido   (Palma del Río, 21 de setembre de 1824 - Madrid, c. 1876) va ser un telegrafista i pintor andalús.
Va néixer a Palma del Río (Còrdova) el 21 de setembre de 1824. Era fill d'Antonio Bonoso de Torres-Pardo i de Manuela Garrido Ríos. En la seva infància i joventut va estudiar llatinitat al seu lloc d'origen i pintura a Granada amb Joaquín de la Rosa.
Als 20 anys es va traslladar a Madrid, on va estudiar dret, telegrafia i pintura. En aquest darrer àmbit, el 1855 va presentar a la reina Isabel II un retrat seu en una miniatura de la mida d'una pesseta, que van valer-li elogis i altres encàrrecs. L'any següent va presentar dues miniatures representant el comiat d'Agar i una dona adúltera a l'Exposició Nacional de Belles Arts.
El 1859 era cap d'una estació de telègrafs estatal i va publicar un manual per a telegrafistes dedicat a tots els individus del cos de telegrafistes de l'estat. El 1860 el Govern el va comissionar a l'Havana per establir-hi una escola de telègrafs. El 1862 va ser nomenat professor de l'escola. A l'illa va continuar conreant la pintura i va pintar un quadre representant l'arribada de Colom a Amèrica, que va rifar al Liceu de l'Havana i que va ser adjudicat al general Domingo Dulce per 1.000 duros.
Posteriorment va tornar a la península, on el 1873 era oficial tercer de secció de l'estació de telègrafs de Sevilla. Hom afirma que va morir a Madrid el 1880, tanmateix va morir entre 1874, data en què encara és oficial de l'estació de telègrafs, i 1876, quan la seva esposa és declarada vídua i se li va assignar una pensió de viduïtat.
En l'àmbit persona es va casar amb Elisa de Letona, germana del general Antonio de Letona.